# Douye Diri
Douye Diri (* 4. Juni 1959) ist ein nigerianischer Geschäftsmann und Politiker, der seit 2020 Gouverneur des Bundesstaates Bayelsa ist. Gloria Ebibomo Diri ist seine erste Frau. Die Prozessanwältin (Barrister) Patience  Ama Zuofa Douye Diri ist seine zweite Frau.

## Ausbildung
- Douye Diri begann seine Schulbildung an der Okoro Primary School in Sampou und schloss sie 1977 an der Rev. Proctor Memorial Primary School in Kaiama mit Auszeichnung ab.[5]
- Er erhielt 1981 das West African School Certificate der Schule. Als Präfekt des Speisesaals praktizierte Douye das Konzept der dienenden Führung. Er aß seine Mahlzeit kaum, bevor seine Kollegen ihre Portion genommen hatten.[5]

- Er  besuchte die Government Secondary School Odi in Bayelsa.[5]
- Douye studierte am College of Education in Port Harcourt im Bundesstaat Rivers, wo er 1985 ein National Certificate in Education (NCE) erhielt.
- Er besuchte außerdem die University of Port Harcourt und erlangte dort 1990 einen Bachelor of Education (B.Ed.) in Politikwissenschaft.[5][6]

## Lebensweg
- Er unterrichtete an mehreren weiterführenden Schulen in den ländlichen Gebieten des alten Bundesstaates Rivers und wurde dabei mit dem Leid der einfachen Leute konfrontiert. Vielleicht wurde durch diese Begegnung der Keim eines brennenden Wunsches gesät, die Situation seines Volkes zu ändern.[5]
- Er war am Emanzipationskampf der Ijaw und des Nigerdeltas beteiligt und engagierte sich  1996 aktiv in den Jugendorganisationen der Bewegung zur Gründung des Bundesstaates Bayelsa. 1998 wurde er eines der Gründungsmitglieder der Demokratischen Volkspartei im Bundesstaat Bayelsa.[5]
- Er war 1992 der erste nationale Organisationssekretär der bedeutendsten pan-Ijaw-Organisation, des Ijaw National Congress (INC). Nach der Rückkehr der Demokratie wurde er zum Exekutivsekretär des Center for Youth Development im Bundesstaat Bayelsa ernannt und hatte diese Funktion zwischen 2000 und 2002 inne, während der Amtszeit des Chief D.S.P. Alamieyeseigha.
- Von 2006 bis 2007 fungierte er während der Amtszeit von Dr. Goodluck Jonathan als Gouverneur auch als Beauftragter für Jugend- und Sportentwicklung.[5]
- Von 2008 bis 2012 war er Mitglied des Verwaltungsrats der Universität Maiduguri.
- 2012  wurde Douye zum Vorsitzenden des Disziplinarrats der People’s Democratic Party (PDP) im Bundesstaat Bayelsa ernannt.
- 2012 stellvertretender Stabschef im Government House.
- Leitender Geschäftsführer des damaligen Gouverneurs des Bundesstaates Bayelsa, Hon. Seriake Dickson (2013–2014) schließend. Er hatte dieses Amt bis zu seiner Wahl in das Bundesrepräsentantenhaus als Vertreter des Bundeswahlkreises Kolokuma Opokuma/Yenago im Jahr 2015 inne.[5]
- Er war von 2019 bis 2020 Senator und vertrat den zentralen Senatorenbezirk Bayelsa in der 9. Nationalversammlung.[7][8]

### Gouverneur von Bayelsa
Am 13. Februar 2020 erklärte der Oberste Gerichtshof Nigerias die Ergebnisse der Gouverneurswahlen im Bundesstaat Bayelsa 2019 für ungültig, mit der Begründung, dass der Vizekandidat des tatsächlichen Wahlsiegers, David Lyon, der Unabhängigen Nationalen Wahlkommission eine vertrauliche Bescheinigung vorgelegt habe. Das Gericht ordnete an, dass Diri eine Rückkehrbescheinigung ausgestellt wird, die ihn zum gewählten Gouverneur machen würde.
Am 14. Februar 2020 wurde er als Gouverneur des Bundesstaates Bayelsa vereidigt.
- Gerichtsurteile August 2020

Am 17. August 2020 ordnete ein Gericht im nigerianischen Abuja die Entlassung Diris als Gouverneurs des Bundesstaates an. Am 2. Oktober 2020 hob jedoch ein Berufungsgericht in Abuja das Urteil des Tribunals auf und bestätigte ihn als Gouverneur.
- Kontroverse um die Flughafensicherheit

Im August 2021 wurde berichtet, dass Diri und seine Helfer die Sicherheitskontrollen am Murtala Muhammed International Airport mit Gewalt passiert hatten, als sie versuchten, an Bord des Erstflugs von United Nigeria Airlines von Lagos nach Yenagoa zu gelangen.